# Paul Noel
Paul Wendel Noel, né le 17 août 1924, à Midway, dans le Kentucky, décédé le 16 novembre 2005, à Versailles, dans le Kentucky, est un ancien joueur américain de basket-ball. Il évolue durant sa carrière au poste d'ailier.

## Palmarès
- Champion NBA 1951